# Lavdara
Lavdara is een klein eiland gelegen in de Adriatische Zee, behorend tot Kroatië. Lavdara ligt ten noordoosten van het eiland Dugi Otok. Het eiland is 3 km lang en 1 km breed en ligt aan het begin van het Nationaal Park Kornati. Met de boot is het 15 min. varen naar de dichtstbijzijnde plaats op het eiland Dugi Otok, Sali. Het eiland staat ook bekend vanwege de rust (weinig verkeer, televisie etc.).

## Zonne-energie
Lavdara kent geen stromend warm water uit de kraan, men gebruikt hier zonne-energie om het water op te warmen en voor de verlichting. Voor de keukens en koelkasten gebruikt men gas.